# 古城营九龙庙
古城营九龙庙是一处古建筑，位于山西省太原市晋源区晋源街道古城营村，建于清。

## 历史
古城营九龙庙始建于宋代，金代毁于洪水，后选址重建。

## 保护
2000年9月21日，古城营九龙庙公布为太原市文物保护单位。2021年8月4日，古城营九龙庙公布为第六批山西省文物保护单位。